# Hans Thoman

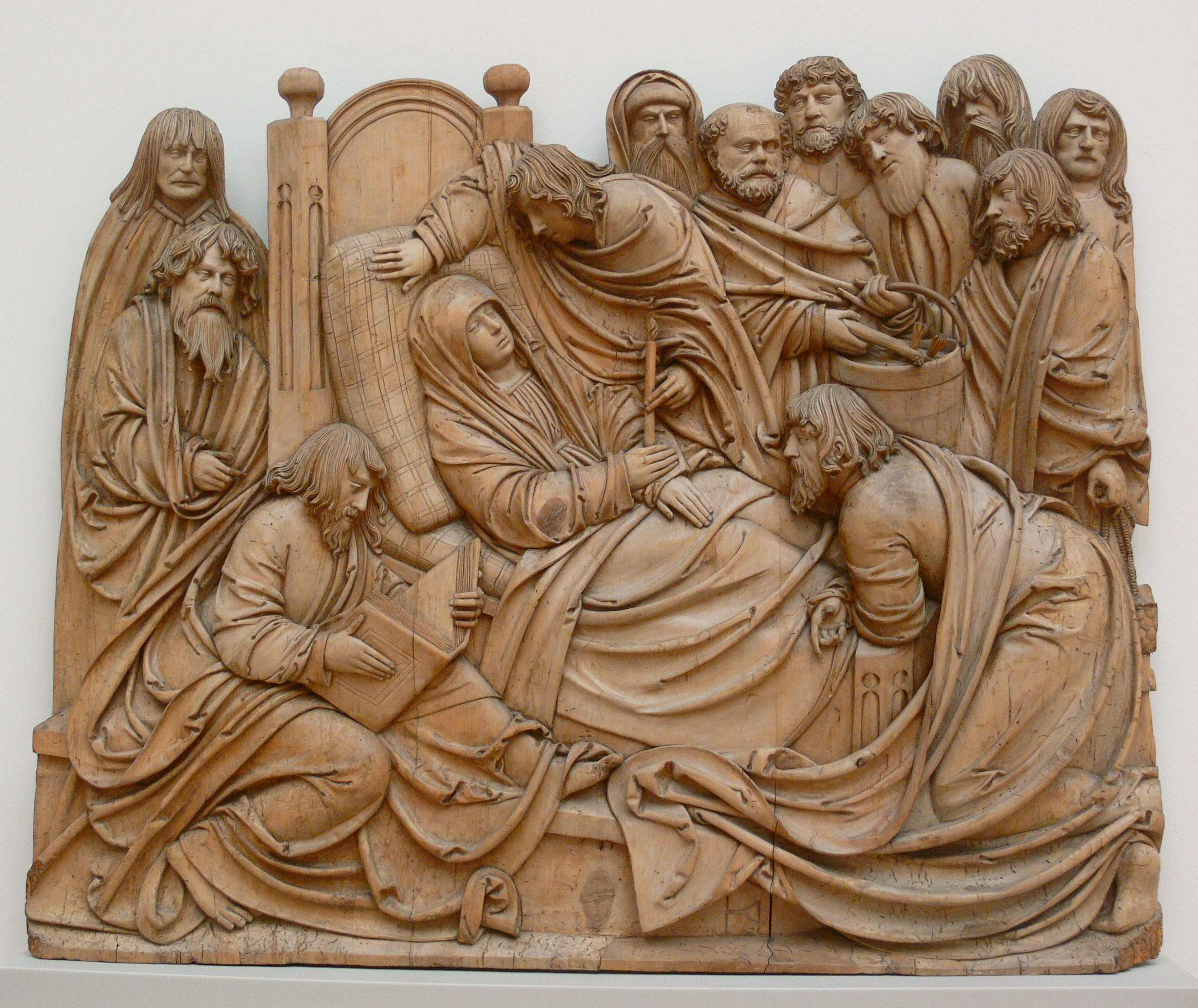
Tod der Gottesmutter, um 1520 (Berlin, Skulpturensammlung)

Hans Thoman (fl. 1501–1525), auch Hans Thomann, war ein Bildschnitzer im 16. Jahrhundert, der in Memmingen wirkte.
1501 tritt er in Memminger Urkunden archivalisch in Erscheinung, zunächst als Geselle des ansässigen Bildhauers Hans Herlin bei der Anfertigung des Chorgestühls für St. Martin. Die Büste einer dort angebrachten Sibylle soll Thomans Signet tragen. 1510 erlangte Thoman selbst die Meisterwürde.
Das Marienkrönungsretabel für St. Pankratius in Wangen ist die einzig sicher an Thomans Werkstatt zuweisbare Arbeit.
Er wird zumeist mit dem Meister von Ottobeuren identifiziert.

## Stil
„Charakteristisch für die Werke des Ateliers sind feste Formen mit sehr klar und großzügig strukturierten Flächen. Sie werden durch kleine spielerische Motive, etwa an den Rändern umgeschlagene Säume, belebt. In den späteren Arbeiten erfolgt die Strukturierung regelmäßig durch parallel angeordnete Faltengrate. Die reifen Werke Thomans markieren den Höhepunkt des sogenannten Parallelfaltenstils. Das Phänomen steht oft geradezu synonym für seine Kunst.“

## Zugeschriebene Werke (Auswahl)

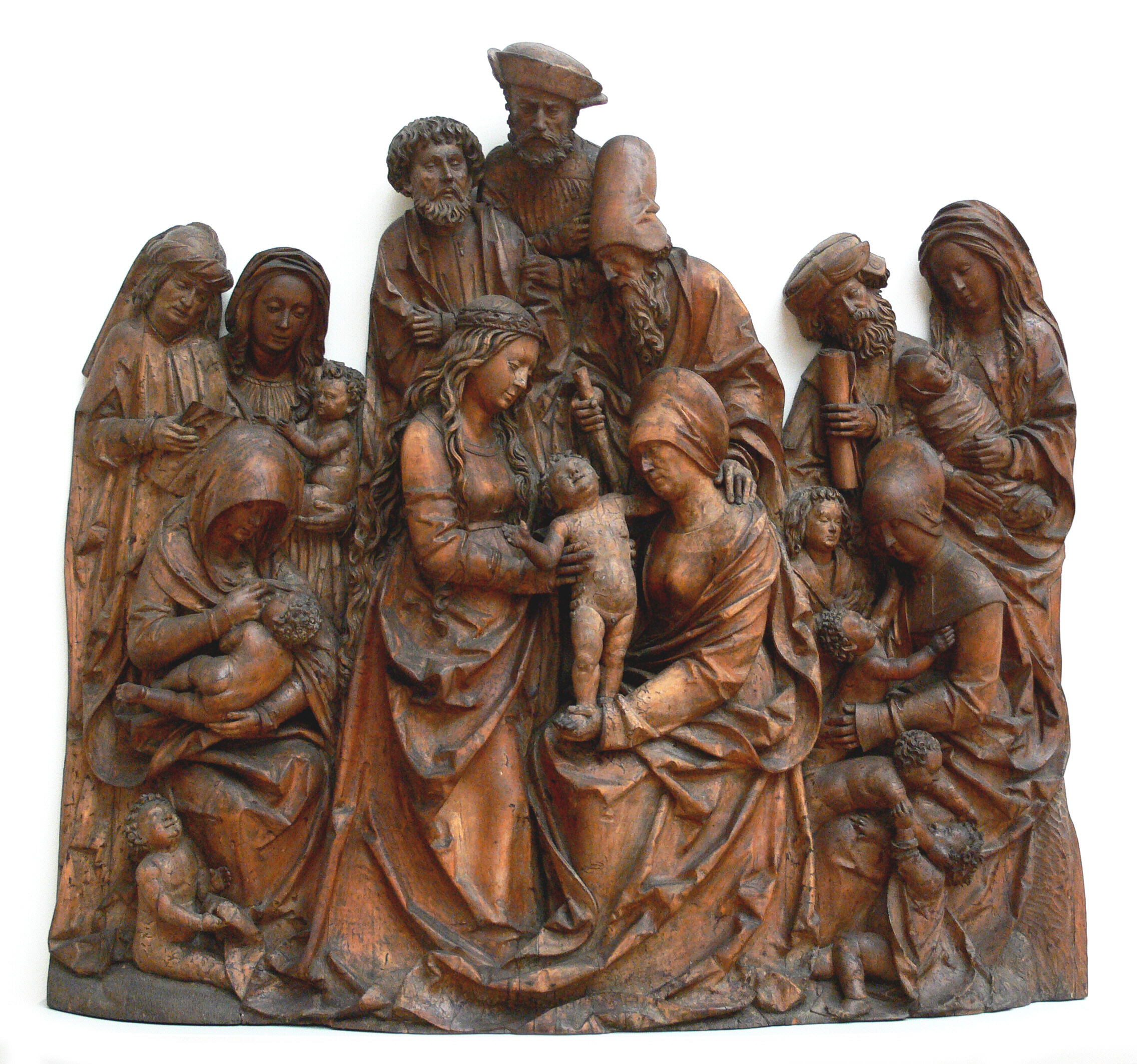
Heilige Sippe, um 1515 (Berlin, Skulpturensammlung)

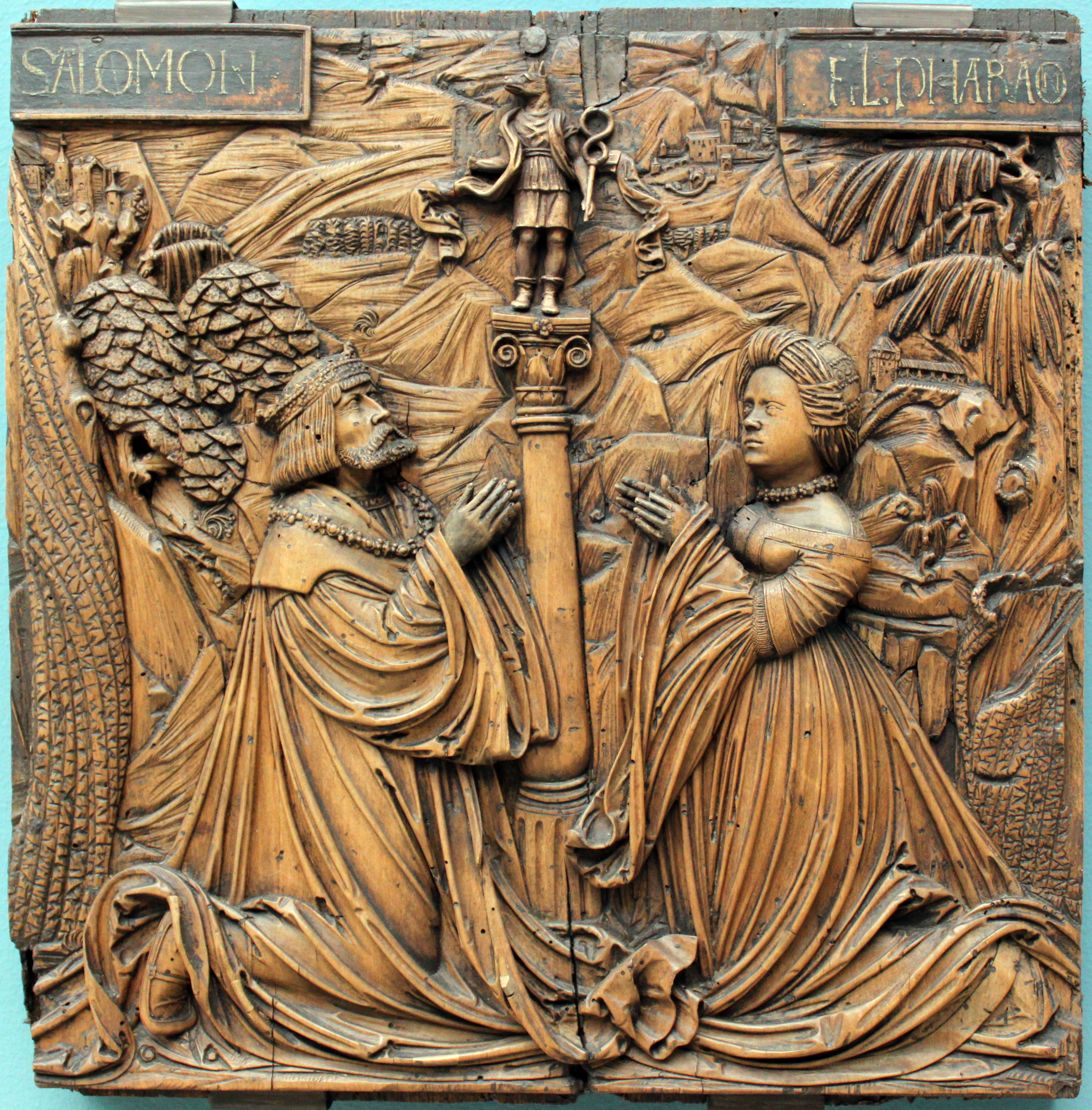
Salomons Götzendienst, um 1525/30 (Nürnberg, Germanisches Nationalmuseum)

- Vesperbild aus St. Pankratius in Wangen, um 1500 (Lindenholz, 75,5 × 78,5 × 35 cm; Rottweil, Dominikanermuseum)[2]
- (Mitarbeit): Chorgestühl, 1501–1507 (Memmingen, St. Martin)[3]
- Der heilige Martin teilt seinen Mantel, um 1510/15 (Rottenburg am Neckar, Diözesanmuseum, Inv. Nr. 7.50)[4]
- Christophorus, um 1510/20 (Lindenholz, 121 × 46 × 17 cm; Düsseldorf, Kunstpalast, Inv. Nr. P 1936-1)[5]
- Heilige Sippe, um 1515 (Lindenholz, 134 × 121 × 25 cm; Berlin, Skulpturensammlung, Inv. Nr. 5585)[6]
- Heilige Jungfrau, um 1515 (Rottenburg am Neckar, Diözesanmuseum, Inv. Nr. 1.262)[7]
- Marienkrönungsretabel aus St. Pankratius in Öhningen-Wangen, 1515/16 (Rottweil, Dominikanermuseum und Karlsruhe, Badisches Landesmuseum [Dauerleihgabe der Marienfigur])[8]
- Prüfung des wahren Kreuzes aus St. Pankratius in Öhningen-Wangen, 1515/16 (Lindenholz, 89 × 66 × 27 cm; Rottweil, Dominikanermuseum)[9]
- Anbetungsgruppe, um 1515/20 (New York, Metropolitan Museum of Art, Inv. Nr. 51.28 a+b)[10][11]
- Die Heiligen Barbara und Martin, um 1515/20 (ca. 178 × 93 × 25 cm; Nürnberg, Germanisches Nationalmuseum, Inv. Nr. Pl.O.130)[12]
- Die Heiligen Georg und Margareta, um 1515/20 (ca. 175 × 80 × 28,5 cm; Nürnberg, Germanisches Nationalmuseum, Inv. Nr. Pl.O.131)[13]
- Tod der Gottesmutter, um 1520 (Lindenholz, 84,5 × 105 × 7 cm; Berlin, Skulpturensammlung, Inv. Nr. 2963)[14]
- Mariä Himmelfahrt aus Sontheim, um 1520 (Lindenholz, 183 × 76 × 30 cm; Berlin, Skulpturensammlung, Inv. Nr. 7043)[15]
- Beweinung Christi, um 1520 (Lindenholz, 56,5 × 82 cm; München, Bayerisches Nationalmuseum, Inv. Nr. MA 1871)[16]
- Reliefs mit Darstellungen der Weibermacht
  - Salomons Götzendienst, um 1525/30 (Holzrelief, 37 × 35,5 cm; Nürnberg, Germanisches Nationalmuseum, Inv. Nr. Pl.O.680)[17]
  - Aristoteles und Phyllis, um 1520 (Holzrelief, 35,1 × 37,2 × 3 cm; München, Bayerisches Nationalmuseum, Inv. Nr. 21/1)[18]
- Joseph und seine Brüder (Lindenholz, 22 × 24,3 × 3 cm; München, Bayerisches Nationalmuseum, Inv. Nr. MA 1909)[19]